# Claudia Nolte
Claudia Nolte, właśc. Claudia Crawford z domu Wiesemüller (ur. 7 lutego 1966 w Rostocku) – niemiecka polityk, działaczka Unii Chrześcijańsko-Demokratycznej (CDU), posłanka do Bundestagu, w latach 1994–1998 minister ds. rodziny, osób starszych, kobiet i młodzieży.

## Życiorys
Urodziła się w NRD. W 1990 ukończyła automatykę i cybernetykę na Uniwersytecie Technicznym Ilmenau, po czym została zatrudniona na tej uczelni. Była zaangażowana w działalność studenckiej wspólnoty katolickiej. W 1989 dołączyła do Neues Forum, pierwszego niekomunistycznego ruchu politycznego w NRD. W 1990 wstąpiła do wschodnioniemieckiej CDU, a po zjednoczeniu Niemiec uzyskała członkostwo w Unii Chrześcijańsko-Demokratycznej.
W 1990 w pierwszy wolnych wyborach uzyskała mandat posłanki do Izby Ludowej (Volkskammer). W tym samym roku została deputowaną do Bundestagu, z powodzeniem ubiegała się o reelekcję w wyborach 1994, 1998 i 2002. Od 1991 była rzeczniczką frakcji CDU/CSU do spraw kobiet i młodzieży, w 1992 dołączyła do zarządu partii w Turyngii. Od 1996 do 2000 wchodziła w skład zarządu federalnego chadeków. W listopadzie 1994 w piątym rządzie Helmuta Kohla stanęła na czele ministerstwa ds. rodziny, osób starszych, kobiet i młodzieży. Urząd ten sprawowała do października 1998.
W 2005 Claudia Nolte utraciła mandat deputowanej. W 2008 odmówiła mimo możliwości powrotu do Bundestagu poprzez objęcie wakującego miejsca w parlamencie. Od 2006 zawodowo związana z Fundacją Konrada Adenauera, obejmowała kierownictwo biur tej organizacji w Belgradzie, Londynie i Moskwie.